# Арман Траоре
Арман Траоре (фр. Armand Traoré, нар. 8 жовтня 1989, Париж) — сенегальський футболіст, захисник клубу «Ноттінгем Форест».

## Клубна кар'єра
Народився 8 жовтня 1989 року в місті Париж. Вихованець юнацьких команд футбольних клубів «Расінг» (Париж), «Монако» та «Арсенал».
У дорослому футболі дебютував 2006 року виступами за команду клубу «Арсенал», в якій провів два сезони, взявши участь лише у 4 матчах чемпіонату.
З 2008 по 2011 рік також грав на правах оренди у складі «Портсмута» та «Ювентуса».
До складу «Квінз Парк Рейнджерс» приєднався 2011 року. Наразі встиг відіграти за лондонську команду 32 матчі в національному чемпіонаті.

## Виступи за збірні
2007 року дебютував у складі юнацької збірної Франції, взяв участь у 3 іграх на юнацькому рівні.
Протягом 2008–2010 років залучався до складу молодіжної збірної Франції. На молодіжному рівні зіграв у 5 офіційних матчах.
2011 року вирішив на дорослому рівні захищати кольори своєї історичної батьківщини, Сенегалу, і дебютував в офіційних матчах у складі національної збірної Сенегалу. Наразі провів у формі головної команди країни 5 матчів.
У складі збірної був учасником чемпіонату КАФ 2012 року у Габоні та Екваторіальній Гвінеї.
| Дата       | Місто    | Господарі | Результат | Гості   | Турнір                                  | Голи | Примітки |
| ---------- | -------- | --------- | --------- | ------- | --------------------------------------- | ---- | -------- |
| 10/08/2011 | Дакар    | Сенегал   | 0 – 2     | Марокко | товариський матч                        | -    |          |
| 09/10/2011 | Кьюрпайп | Маврикій  | 0 – 2     | Сенегал | Відбір до Кубка африканських націй 2012 | -    |          |
| 12/01/2012 | Дакар    | Сенегал   | 1 – 0     | Судан   | товариський матч                        | -    |          |
| 15/01/2012 | Дакар    | Сенегал   | 1 – 0     | Кенія   | товариський матч                        | -    |          |
| Усього     |          | Матчів    | 4         |         | Голів                                   | 0    |          |

## Титули і досягнення
- Переможець Кубка Меридіан: 2007